# Castillo de Monterde
El castillo de Monterde era una fortaleza medieval situada en la localidad aragonesa de Monterde, Zaragoza, España. En la actualidad se encuentra protegido como zona arqueológica.

## Descripción
Situado sobre un altozano rocoso, algo elevado sobre la localidad y ajustándose a la orografía, apenas se conservan los restos de un torreón de planta cuadrada, de unos siete metros de lado, construido en mampostería, con refuerzo de piedras sillares en las esquinas, si bien se puede adivinar el perímetro de la construcción, ya que se ha podido consolidar el resto de la muralla.

## Historia
Situado en la comunidad de aldeas de Calatayud, se tiene constancia de que durante la guerra de los Dos Pedros, tropas del Reino de Castilla, trataron de conquistarlo por dos ocasiones en el año 1357 y 1363 sin conseguirlo ninguna de las dos veces.